# Мейнеке, Феликс
Феликс X. Мейнеке нем. Felix Meineke; 9 апреля 1877 — 10 июня 1955) — инженер-механик, специалист в области локомотивостроения, профессор. Автор учебников, переведенных в том числе на русский язык.

## Биография
Родился вторым ребёнком в семье профессора, доктора Христиана Майнеке в Оберланштейне в 1877 г..
Закончив обучение в технических университетах Дармштадта и Ганновера, Феликс Майнеке два года отработал инженером в фирме «Хеншель» в Касселе. Затем с января 1903 по декабрь 1905 года трудился в качестве инженера-конструктора на саксонской машиностроительной фабрике Рихарда Гартмана в г. Хемнице. Затем Мейнеке вернулся в «Хеншель», где работал полутора года в качестве помощника главного инженера.
В 1907 г. был приглашён в Россию, где стал помощником главного инженера Герстунга (Gerstung) на Коломенском машиностроительном заводе. С 1909 г. возглавлял локомотивное конструкторское бюро в должности главного инженера. Под его руководством сконструированы паровозы Ку и Св.
В 1909—1913 гг. на Коломенском машиностроительном заводе под руководством инженера Феликса Мейнеке разрабатывались проекты тепловозов:
- мощностью 40 л. с. с тремя движущими колёсными парами и чисто компрессорной (газовой) передачей для узкоколейных военно-полевых железных дорог;
- магистральный мощностью 300 л. с. с тремя движущими колёсными парами и механической передачей;
- мощностью 1000 л. с. (по другим данным 1600 л. с.), массой 116 т, с осевой формулой 1-2-1+1-2-1 и электрической передачей.[2]

С началом Первой Мировой Войны, в августе 1914 г. во время отпуска на Волге, Мейнеке был задержан как гражданин враждебной державы, и был интернирован в течение трех лет в Вятской губернии. После Октябрьской Революции, в 1918 г. он смог бежать через Петербург, Финляндию и Швецию в Засниц.
Вернувшись на родину, Феликс Майнеке работал в компании Haniel & Lueg в Дюссельдорфе . Затем два года работал ассистентом профессора Иоганна Штумпфа (de:Johannes Stumpf) в III машиностроительном отделе Высшей Технической Школы Шарлоттенбурга (Technische Hochschule Charlottenburg) (с 1922 года — III машиностроительный факультет Берлинской высшей технической школы (Technische Universität Berlin).
1 февраля 1921 года Феликс Майнеке защитил диссертацию на тему «Die Anwendung des Gleichstromes auf die Lokomotiv-Dampfmaschine» («Применение постоянного тока к паровому двигателю локомотива»), что неудивительно, так как его руководитель, Йоганн Штумпф — автор прямоточной паровой машины.
С 15 февраля 1921 года — Феликс Мейнеке — член правления локомотивного отдела Русской Железнодорожной миссии, возглавляемой профессором Ю. В. Ломоносовым, где участвовал в подготовке проекта тепловоза с механической передачей Юм 005 (переименован в (Эмх3)
С 1 октября 1922 по 1945 год Феликс Мейнеке, сменив Йоханнеса Обергетмана (de:Johannes Obergethmann) работал полным профессором железнодорожных транспортных средств, поршневых насосов и компрессоров на III машиностроительном факультете. С 1926 г. сосредотачивается на преподавательской деятельности. В период 1927—1928 гг. был деканом этого факультета.
Феликс Мейнеке написал два учебника по паровозостроению (1931 и 1939 г.). Книга «Краткий курс паровозостроения» в 1938 г. была переведена на русский язык и издана в СССР издательством Трансжелдориздат.
В 1929 г. Феликс Мейнеке готовит к печати на немецком языке труд Ю. В. Ломоносова «Diesellokomotiven» .
С 15 марта 1946 года преподавал в качестве профессора железнодорожных машин на кафедре IV машиностроительного факультета (с 1949 года — V машиностроительный факультет) в Берлинском Техническом университете.
31 марта 1951 года Феликс Мейнике вышел на пенсию. Был почетным сенатором Берлинского Технического университета.
Умер 10 июня 1955 в Берлине.

## Публикации
- Felix Meineke. «Kurzes Lehrbuch des Dampflokomotivbaues». Berlin, 1931.
- Ф. Мейнеке. «Краткий курс паровозостроения». Трансжелдориздат. Москва, 1938 г.
- Felix Meineke. «Die Dampflokomotive — Lehre und Gestaltung» (в соавторстве с Friedrich Röhrs, de:Lokomotiv-Versuchsamt Grunewald). Berlin, 1949. Springer-Verlag.